# Uno-X Mobility Development Team
Das Uno-X Mobility Development Team war ein norwegisches Radsportteam mit Sitz in Lysaker. 
Das Team war 2021 als offizielles Nachwuchsteam des UCI ProTeams Uno-X Mobility aus dem DARE Bikes Development Team hervorgegangen und als UCI Continental Team lizenziert. Während der Zeit seines Bestehens schafften zwölf Fahrer den Sprung in ein Profiteam.
Nach der Saison 2024 wurde das Team aufgelöst, da die vielversprechendsten Talente im Radsport meist die U23 überspringen und direkt in ein Profiteam wechseln.

## Erfolge als Continental Team
| Rennserie                 | 2021 | 2022 | 2023 | 2024 |
| ------------------------- | ---- | ---- | ---- | ---- |
| UCI ProSeries             | -    | -    | -    | -    |
| UCI Continental Circuits  | 1    | 2    | 7    | 3    |
| nationale Meisterschaften | -    | -    | 1    | 1    |

## Platzierungen in der UCI-Weltrangliste
| World Ranking | World Ranking | World Ranking                      | World Ranking |
| Jahr          | Teamwertung   | Einzelwertung                      |               |
| ------------- | ------------- | ---------------------------------- | ------------- |
| 2021          | 54.           | Tobias Halland Johannessen (172. ) |               |
| 2022          | 94.           | Carl-Frederik Bévort (631. )       |               |
| 2023          | 71.           | Johannes Kulset (542. )            |               |
| 2024          | 66.           | Simon Dalby (423. )                |               |
|               |               |                                    |               |
| Quelle: UCI   |               |                                    |               |